# Cirk-UFF
Cirk-UFF je mezinárodní festival nového cirkusu, založený v roce 2011 Liborem Kasíkem, ředitelem polyfunkčního kulturního centra Uffo v Trutnově v okrese Trutnov v Královéhradeckém kraji. 
Festival se koná každoročně na přelomu května a června a končí zpravidla prvním červnovým víkendem. Trvá obvykle 3–6 dní. Prestižní ekonomický časopis The Economist ve své ročence World 2014 zařadil Cirk-UFF mezi 29 událostí na světě hodných sledování. 
Na festivalu pravidelně probíhají placená i volně přístupná představení.   

## Místo konání
První ročník probíhal v polyfunkčním centru Uffo a v trutnovských ulicích. Od druhého ročníku (2012) přibylo rovněž cirkusové šapitó pravidelně stojící přímo naproti Uffu.

## Program
Cirk-UFF každoročně představuje několik zahraničních souborů a výběr toho nejlepšího z české novocirkusové scény. Mezi pravidelné hosty patří například Cirk La Putyka, Bratři v Tricku, Squadra Sua, Cirkus Mlejn, Cirkus Tety či Amanitas. Z významných zahraničních souborů vystoupily na festivalu například Akoreacro, La Meute, Compagnie IETO, Compagnie EA EO, Cirkus Xanti a mnoho dalších. 
Na festivalu rovněž probíhají premiéry (například Cirk La Putyka – Dolls či Short Round Productions – Filament), Cirk-UFF rovněž pořádá rezidence a je koproducentem představení.